# Movimiento Obrero Estudiantil y Campesino
El Movimiento Obrero Estudiantil y Campesino - 7 de Enero (MOEC-7E) fue una guerrilla izquierdista colombiana fundada en 1959, desaparecida en 1961. Este movimiento fue una de las primeras expresiones guerrilleras, tomando como influencia las guerrillas liberales durante la etapa llamada La Violencia.

## Historia
Hace parte de las primeras guerrillas colombianas junto al FUAR, el ERC, el territorio Vásquez previas a las FARC-EP, el ELN y el EPL. 
Dirigido por Antonio Larrota, e hizo parte de la misma Fabio Vásquez Castaño quien después participó en la formación del ELN, tomando como inspiración el periodo conocido como La Violencia y la Revolución Cubana.
El MOEC surge teniendo como factores directos la politización de sectores urbanos perteneciente a las clases medias, una democracia en una situación permanente de estado de sitio y el monopolio bipartidista del Frente Nacional, la centralización administrativa en el poder ejecutivo, la poca participación popular y la persistencia del bandolerismo en varias regiones del país.
El MOEC además se pronunció sobre la Invasión de bahía de Cochinos, reprobando las ambiciones estadounidenses en Cuba, además de tachar de traidores a los milicianos de la Brigada 2506.
Intentaron establecer focos guerrilleros que fracasaron en Pradera y Puente Tierra (Valle del Cauca), Ciudad Bolívar (Antioquia) y el Norte del Tolima.
Se desvaneció después del asesinato de su líder, el estudiante Antonio Larrota González, en mayo de 1961 en el Cauca y la muerte de Roberto González Prieto 'Pedro Brincos' en Tolima.
Realizaron reuniones importantes como el Primer Congreso en Cali(1960), el Primer Pleno (1961), Segundo Congreso (1964), el Tercer Pleno en Bogotá (1964) y el Tercer Congreso (1966).
Formó parte del Frente Unido de Camilo Torres Restrepo junto a organizaciones como el Movimiento Revolucionario Liberal (MRL).
De su división nacen: el Frente Unido de Liberación - Fuerzas Armadas de Liberación (FUL FAL o FAL FUL), el Movimiento Camilista Marxista Leninista y el Movimiento Obrero Independiente y Revolucionario (MOIR).
Coincidió con otros movimientos guerrilleros de la época como el liderado por Tulio Bayer en el Vichada en 1961.

### Muerte de Antonio Larrota
Una de las figuras más importantes del MOEC fue Antonio María Larrota González, líder estudiantil, guerrillero, liderando las protestas por el alza del transporte en Bogotá en 1959, destacándose por su oratoria y siendo detenido en varias ocasiones y siendo expulsado del consejo estudiantil al que pertenecía.
Su cuerpo fue finalmente hallado en Tacueyó, Toribío, departamento del Cauca, con signos de haber sido agredido por varias personas con armas blancas y de fuego. La versión que más tomo fuerza fue la que el responsable fue un bandolero apodado “Aguililla”, quien junto a sus secuaces, atacó por la espalda al líder del MOEC-7 de enero, sin que este pudiera defenderse.